# Vojn Vojnov
Vojn Jordanov Vojnov (bolgár cirill betűkkel: Войн Йopдaнов Войнов; Csepinyci, 1952. szeptember 7. –) bolgár válogatott labdarúgó, edző.

## Pályafutása

### A válogatottban
1973 és 1979 között 32 alkalommal szerepelt a bolgár válogatottban és 1 gólt szerzett. Részt vett az 1974-es világbajnokságon.

## Sikerei, díjai
Levszki Szofija
- Bolgár bajnok (3): 1973–74, 1976–77, 1978–79
- Bolgár kupa (3): 1975–76, 1976–77, 1978–79